# Montignac (Gironde)
Montignac is een gemeente in het Franse departement Gironde (regio Nouvelle-Aquitaine) en telt 111 inwoners (1999). De plaats maakt deel uit van het arrondissement Langon.

## Geografie
De oppervlakte van Montignac bedraagt 6,7 km², de bevolkingsdichtheid is 16,6 inwoners per km².
De onderstaande kaart toont de ligging van Montignac (Gironde) met de belangrijkste infrastructuur en aangrenzende gemeenten.

## Demografie
Onderstaande figuur toont het verloop van het inwonertal (bron: INSEE-tellingen).